# Аґнєшка Хилінська
Аґнєшка Барбара Хилінська (пол. Agnieszka Chylińska; нар. 23 травня 1976, Гданськ) — польська співачка, авторка пісень, акторка, письменниця, телеведуча та продюсерка.
З 1994 по 2003 рік була вокалісткою польського рок-гурту O.N.A. З 2003 року виступає як Хилінська, а в 2004 році випустила альбом під назвою Winna. З 2008 року вона є суддею за польською версією франшизи Got Talent під назвою Mam talent!. У 2009 році випустила студійний альбом Modern Rocking, потім Forever Child (2016) і Pink Punk (2018).